# Ernest Pintoff
Pour les articles homonymes, voir Pintoff.
Ernest Pintoff est un réalisateur, scénariste, producteur et compositeur américain né le 15 décembre 1931 à Watertown, Connecticut (États-Unis), décédé le 12 janvier 2002 à Woodland Hills (Los Angeles).

## Filmographie

### Comme réalisateur
- 1957 : Flebus
- 1959 : The Violinist
- 1961 : The Shoes
- 1963 : The Critic
- 1965 : Harvey Middleman, Fireman (en)
- 1968 : Hawaï police d'État (Hawaii Five-O) (série télévisée)
- 1970 : The Kowboys (TV)
- 1971 : Who Killed Mary What's 'Er Name? (en)
- 1972 : Dynamite Chicken (en)
- 1973 : Barnaby Jones (série télévisée)
- 1973 : Kojak (série télévisée)
- 1973 : Blade
- 1974 : L'Homme qui valait trois milliards (The Six Million Dollar Man) (série télévisée)
- 1975 : Ellery Queen, à plume et à sang (Ellery Queen) (série télévisée)
- 1976 : Super Jaimie (The Bionic Woman) (série télévisée)
- 1977 : The Feather and Father Gang (en) (série télévisée)
- 1977 : James at 15 (en) (série télévisée)
- 1978 : Human Feelings (TV)
- 1978 : The White Shadow (en) (série télévisée)
- 1979 : $weepstake$ (série télévisée)
- 1979 : Shérif, fais-moi peur (The Dukes of Hazzard) (série télévisée)
- 1979 : Nom de code : Jaguar (Jaguar Lives!)
- 1979 : Côte Ouest (Knots Landing) (série télévisée)
- 1981 : St. Helens (en)
- 1981 : Lunch Wagon (en)
- 1981 : Falcon Crest (série télévisée)
- 1983 : Scandales à l'Amirauté (Emerald Point N.A.S.) (série télévisée)

### Comme scénariste
- 1972 : Dynamite Chicken (en)
- 1961 : The Shoes
- 1965 : Harvey Middleman, Fireman (en)
- 1973 : Blade

### Comme producteur
- 1959 : The Violinist
- 1961 : The Shoes
- 1963 : The Critic
- 1970 : The Kowboys (TV)

### Comme compositeur
- 1961 : The Shoes